# Grupoid (teorie kategorií)
Grupoid (teorie kategorií) je pojem z matematiky, přesněji z homotopické teorie a teorie kategorií. Grupoid zachycuje vlastnosti několika matematických struktur souvisejících s (neúplnými) symetriemi, konexemi, homotopií ad. Lze pomocí něj zachytit ale i strukturu excitací a deexcitací elektronů v obalu atomu.

## Definice
Kategorii {\displaystyle C} nazveme grupoid, pokud je každý morfizmus v {\displaystyle C} mezi libovolnými dvěma objekty kategorie {\displaystyle C} izomorfizmem.

## Příklady

### Grupa
Grupa je grupoid s jedním objektem. Objasněme tento příklad. Nechť {\displaystyle K} je kategorie s jedním objektem {\displaystyle *}, v níž každý morfizmus je izomorfizmus. Sestrojme grupu {\displaystyle G}, jejíž prvky jsou právě všechny morfizmy z {\displaystyle K}, tj. elementy {\displaystyle Mor(K)}. Pro {\displaystyle a,b\in G} definujme {\displaystyle ab\in G} následovně. Jelikož {\displaystyle a,b\in Mor(K)}, jsou {\displaystyle a:*\to *} i {\displaystyle b:*\to *} morfizmy, které lze skládat (viz teorii kategorií). Výsledkem je morfizmus {\displaystyle c\in Mor(K)}, tj. prvek z {\displaystyle G}. Neutrální prvek v {\displaystyle G} je definitoricky identita {\displaystyle id} na {\displaystyle *}, která je dle definice kategorie jediná. Inverze k {\displaystyle a\in G} se definuje jako inverzní morfizmus k {\displaystyle a\in Mor(K)}, který existuje dle definice grupoidu a je jediný dle definice kategorie. Asociativita na {\displaystyle G} definovaného násobení plyne snadno z definice kategorie, kde je asociativita podmínkou, která musí být splněna pro operaci skládání morfizmů.
Obráceně lze ke každé grupě přiřadit jednoprvkový grupoid a tato konstrukce je inverzní ke konstrukce popsané v odstavci výše.

### Symetriedlaždiček
Představme si, že máme stěnu pokrytou dlaždičkami stejného obdélníkového tvaru o rozměrech 3 krát 4. Předpokládejme, že dlaždičky vyplňují právě obdélníkovou síť skládající se z např. 5 krát 7 dlaždiček. Zaveďme kartézskou souřadnou soustavu v rovině dlaždiček tak, že její počátek splývá s levým dolním rohem levé dolní dlaždičky, horizontální osa je rozdělena na 3 . 5 = 15 a vertikální na 4 . 7 = 28 dílků. Definujme grupoid {\displaystyle K} symetrie dlaždiček následovně.
Označme množinu všech dlaždiček symbolem {\displaystyle D} a definujme {\displaystyle Ob(K):=D}.
Pokud {\displaystyle x,y\in Ob(K)}, definujme {\displaystyle Mor(x,y):=\{f\in O(2,\mathbb {R} )\times _{s}\mathbb {R} ^{2};f(x)=y\},} kde {\displaystyle O(2,\mathbb {R} )} je grupa ortogonálních transformací v rovině, {\displaystyle \mathbb {R} ^{2}} reprezentuje translace vektory z {\displaystyle \mathbb {R} ^{2}} a {\displaystyle \times _{s}} je tzv. polopřímý neboli semidirektní součin. Tj. morfizmus, mezi dvěma dlaždičkami je libovolný tuhý pohyb (složení translace s (event. nepřímou) rotací.
Skládání morfizmů je definováno jako skládání zobrazení, pokud tyto skládat lze, tj. obor hodnot jednoho je definičním oborem druhého.
I když zobrazení z {\displaystyle Mor(K)} působí na {\displaystyle Ob(K)} tranzitivně, jednotlivé prvky z Ob(K) mají obecně různé stabilizátory, tj. „objekty“ {\displaystyle Stab(x):=\{f\in Mor(K);f(x)=x\}} nejsou obecně izomorfní pro různá {\displaystyle x\in D}. (Poznamenejme, že není složité ověřit, že {\displaystyle Stab(x)} jsou grupy, a tedy lze hovořit o izomorfnosti.)
Tak např. stabilizátory dlaždiček „uvnitř“ stěny jsou různé od stabilizátorů těch v „rozích“ a různé od stabilizátorů těch na „hranách mimo rohy“. Je to tak proto, že vzniklý grupoid není grupa. Kdyby byl, byly by stabilizátory izomorfní.
Pokud uvažujeme složitější prostory, pocházející např. z teoretické fyziky nebo geometrie, než je prostor dlaždiček, můžeme právě porovnáváním různých stabilizátorů co do izomorfnosti matematicky zachytit fakt, že objekty, jako např. dlaždička v levém dolním a např. pravém dolním rohu jsou z hlediska symetrie stejné. Pojem grupy v tomto případě nepomůže přesně, neboť např. ne všechny translace lze skládat a přitom nevyjít z obloženého prostoru.

### Elektronový obal atomu
Stručně řekněme, že tento grupoid je tvořen všemi přípustnými přechody elektronů v obalu atomu mezi jednotlivými „energetickými hladinami“. Jedná se zřejmě o grupoid, neboť přechody mezi hladinami jsou reverzibilní a navíc jejich skládání je asociativní.
Tento grupoid souvisí s řešeními Schroedingerovy rovnice pro vlastní stavy hamiltoniánu atomu a příslušným poruchovým počtem.

### Topologie
Nechť {\displaystyle X} je topologický prostor, obecně ne nutně obloukově souvislý.
Objekty grupoidu definujme jako body prostoru {\displaystyle X}. Morfizmy mezi dvěma objekty {\displaystyle x,y\in X} definujme jako třídy ekvivalence spojitých oblouků spojujících bod {\displaystyle x} s bodem {\displaystyle y}, přičemž řekneme, že dva oblouky jsou ekvivalentní, pokud jsou homotopické. Vzniklý objekt je grupoid, jak se snadno ověří, a navíc není grupou, pokud prostor {\displaystyle X} není obloukově souvislý (oblouky ležící v různých komponentách obloukové souvislosti nelze skládat). Vzniklému grupoidu se říká homotopický grupoid. Pokud {\displaystyle X} je obloukově souvislý, je homotopický grupoid izomorfní homotopické grupě.

### Fíbrované bandly
Atlasy fíbrovaných bandlů, tj. množina dvojic otevřených okolí báze a na nich definovaných trivializujících map, tvoří také grupoid.

## Poznámka
Pojem grupoid je často používán v současné algebraické geometrii, jejímž základním v současnosti „nejobecnějším“ objektem výzkumu (model „prostoru“ zkoumaný touto teorií) je tzv. zásobník (anglicky stack, francouzsky champs), což je kategorie fíbrovaná v kategorii grupoidů splňující jistou (technickou, ale podstatnou) podmínku lokality (tzv. podmínka efektivnosti sestupujících dat).
Grupoid je používán také v homotopické teorii, teorii konexí a v symplektické geometrii nebo v teorii deformačního kvantování.